# 姜殿武
姜殿武（1936年—），男，吉林永吉人，中华人民共和国政治人物，曾任中共保定地委书记，河北省人大常委会副主任，第八届全国人大代表。